# Piper glabratum
Piper glabratum är en pepparväxtart som beskrevs av Carl Sigismund Kunth. Piper glabratum ingår i släktet Piper och familjen pepparväxter. Inga underarter finns listade i Catalogue of Life.